# 사회 구성주의
사회 구성주의(Social Constructionism)은 사회적 현상이나 의식이 사회적 문맥에 있어서 어떻게 발전되어 오는지를 설명하는 사회학적인 이론이다.
사회 구성주의는 사회학, 사회적 존재론 및 커뮤니케이션 이론의 이론으로 물리적 현실에 대한 특정 아이디어는 언급된 현실에 대한 순수한 관찰 대신 협력적 합의에서 발생한다고 제안한다. 이 이론은 의미가 각 개인에 의해 개별적으로 개발되는 것이 아니라 다른 사람들과 협력하여 개발된다는 개념에 중점을 둔다. 사회 구성주의가 초월적 주체를 기술적이고 규범적인 사회 개념으로 대체한다는 점에서 그것은 종종 신마르크스주의 또는 신칸트주의 이론으로 특징지어져 왔다.
사람들이 돈에 중요성/가치를 부여하기로 동의했다는 점에서 예를 들어 돈이나 통화 개념과 같은 일부 사회적 구성은 분명한 반면, 자기/자기 정체성 개념과 같은 다른 것들은 논쟁의 여지가 있고 열띤 토론을 벌인다. 이것은 사회의 사람들이 그러한 개념을 검증하기 위한 사람이나 언어의 존재 없이는 존재할 수 없는 아이디어나 개념을 구성한다는 견해를 분명히 나타낸다.
약한 사회 구성주의와 강한 사회 구성주의가 있다. 약한 사회 구성주의는 물리적 입자에 대한 사실과 같이 사회적으로 구성되지 않은 사실 또는 제도적 사실(사회적 관습에서 형성됨)에 의존한다. 강한 사회 구성주의는 객관성을 추구하는 과학의 기초를 훼손하고 이론으로서 그것을 위조하려는 시도를 거부한다는 반대가 있었다.

## 같이 보기
- 사회적 구성주의(Social Constructivism)
- 본성 대 양육